# Johnston (Rhode Island)
Johnston es un pueblo ubicado en el condado de Providence en el estado estadounidense de Rhode Island. En el año 2000 tenía una población de 28,195 habitantes y una densidad de población de 460 personas por km².

## Geografía
Johnston se encuentra ubicado en las coordenadas 41°49′36″N 71°29′41″O / 41.82667, -71.49472. Según la Oficina del Censo, la ciudad tiene un área total de 63,1 km² (24,4 mi²), de la cual 61,3 km² (23,7 mi²) es tierra y 1,8 km² (0,7 mi²) (2.91%) es agua.

## Demografía
Según la Oficina del Censo en 2000 los ingresos medios por hogar en la localidad eran de $43,514, y los ingresos medios por familia eran $54,837. Los hombres tenían unos ingresos medios de $40,210 frente a los $29,314 para las mujeres. La renta per cápita para la localidad era de $21,440. Alrededor del 8.3% de la población estaban por debajo del umbral de pobreza.